# Carex michoacana
Carex michoacana là một loài thực vật có hoa trong họ Cói. Loài này được Reznicek, Hipp & S.González mô tả khoa học đầu tiên năm 2007.